# Saut en longueur masculin aux Jeux olympiques de 1912
Pour un article plus général, voir Athlétisme aux Jeux olympiques de 1912.
Navigation
Londres 1908 Anvers 1920
L'épreuve du saut en longueur masculin aux Jeux olympiques de 1912 s'est déroulée le 12 juillet 1912 au Stade olympique de Stockholm, en Suède. Elle est remportée par l'Américain Albert Gutterson.

## Résultats
| Rang               | Athlète            | Pays            | Qualifications | Qualifications | Qualifications | Qualifications | Finale       | Finale       | Finale       | Finale |
| Rang               | Athlète            | Pays            | 1              | 2              | 3              | Marque         | 4            | 5            | 6            | Marque |
| ------------------ | ------------------ | --------------- | -------------- | -------------- | -------------- | -------------- | ------------ | ------------ | ------------ | ------ |
| Médaille d'or      | Albert Gutterson   | États-Unis      | 7.60 OR        | 7.48           | 7.25           | 7.60           | 7.18         | 7.09         | 7.09         | 7.60   |
| Médaille d'argent  | Calvin Bricker     | Canada          | 6.92           | 7.07           | 7.21           | 7.21           | 7.04         | 6.85         | —            | 7.21   |
| Médaille de bronze | Georg Åberg        | Suède           | 7.04           | 6.70           | 6.99           | 7.04           | 6.98         | 7.18         | 6.63         | 7.18   |
| 4                  | Harry Worthington  | États-Unis      | 7.03           | 6.96           | 6.65           | 7.03           | Non qualifié | Non qualifié | Non qualifié | 7.03   |
| 5                  | Eugene Mercer      | États-Unis      | 6.97           | 6.84           | 6.84           | 6.97           | Non qualifié | Non qualifié | Non qualifié | 6.97   |
| 6                  | Fred Allen         | États-Unis      | —              | 6.94           | 6.91           | 6.94           | Non qualifié | Non qualifié | Non qualifié | 6.94   |
| 7                  | Jim Thorpe         | États-Unis      | 6.67           | 6.89           | 6.62           | 6.89           | Non qualifié | Non qualifié | Non qualifié | 6.89   |
| 8                  | Robert Pasemann    | Allemagne       | 6.82           | 6.80           | 6.54           | 6.82           | Non qualifié | Non qualifié | Non qualifié | 6.82   |
| 9                  | Frank Irons        | États-Unis      | —              | 6.80           | 6.72           | 6.80           | Non qualifié | Non qualifié | Non qualifié | 6.80   |
| 10                 | Henry Ashington    | Grande-Bretagne | 6.61           | 6.78           | —              | 6.78           | Non qualifié | Non qualifié | Non qualifié | 6.78   |
| 11                 | Ferdinand Bie      | Norvège         | 6.75           | 6.70           | 6.36           | 6.75           | Non qualifié | Non qualifié | Non qualifié | 6.75   |
| 12                 | Sidney Abrahams    | Grande-Bretagne | 6.74           | 6.54           | 6.52           | 6.74           | Non qualifié | Non qualifié | Non qualifié | 6.74   |
| 13                 | Edward Farrell     | États-Unis      | 6.71           | 6.36           | 6.46           | 6.71           | Non qualifié | Non qualifié | Non qualifié | 6.71   |
| 13                 | Nils Fixdal        | Norvège         | 6.71           | —              | 6.65           | 6.71           | Non qualifié | Non qualifié | Non qualifié | 6.71   |
| 15                 | Philip Kingsford   | Grande-Bretagne | 6.52           | 6.65           | 6.33           | 6.65           | Non qualifié | Non qualifié | Non qualifié | 6.65   |
| 16                 | André Campana      | France          | 6.21           | 6.64           | 6.55           | 6.64           | Non qualifié | Non qualifié | Non qualifié | 6.64   |
| 17                 | Charles Lomberg    | Suède           | 6.44           | 6.52           | 6.62           | 6.62           | Non qualifié | Non qualifié | Non qualifié | 6.62   |
| 18                 | Viktor Franzl      | Autriche        | 6.57           | 6.53           | 6.50           | 6.57           | Non qualifié | Non qualifié | Non qualifié | 6.57   |
| 19                 | Angelo Tonini      | Italie          | 6.25           | 6.44           | —              | 6.44           | Non qualifié | Non qualifié | Non qualifié | 6.44   |
| 20                 | Patrik Ohlsson     | Suède           | 6.06           | 6.28           | —              | 6.28           | Non qualifié | Non qualifié | Non qualifié | 6.28   |
| 21                 | Gustav Betzén      | Suède           | 6.24           | —              | —              | 6.24           | Non qualifié | Non qualifié | Non qualifié | 6.24   |
| 22                 | Aleksandr Schultz  | Russie          | 5.80           | 5.97           | 6.15           | 6.15           | Non qualifié | Non qualifié | Non qualifié | 6.15   |
| 23                 | Philipp Ehrenreich | Autriche        | 5.95           | 6.10           | 6.14           | 6.14           | Non qualifié | Non qualifié | Non qualifié | 6.14   |
| 24                 | Emil Kukko         | Finlande        | 6.11           | 5.92           | 5.98           | 6.11           | Non qualifié | Non qualifié | Non qualifié | 6.11   |
| 25                 | Pál Szalay         | Hongrie         | 5.98           | —              | —              | 5.98           | Non qualifié | Non qualifié | Non qualifié | 5.98   |
| 26                 | Nándor Kovács      | Hongrie         | —              | —              | 5.96           | 5.96           | Non qualifié | Non qualifié | Non qualifié | 5.96   |
| 27                 | Alfredo Pagani     | Italie          | 5.89           | 5.95           | —              | 5.95           | Non qualifié | Non qualifié | Non qualifié | 5.95   |
| 28                 | Arthur Maranda     | Canada          | 5.87           | 5.72           | 5.86           | 5.87           | Non qualifié | Non qualifié | Non qualifié | 5.87   |
| 29                 | Manlio Legat       | Italie          | —              | 5.50           | —              | 5.50           | Non qualifié | Non qualifié | Non qualifié | 5.50   |
| 30                 | Paul Fournelle     | Luxembourg      | —              | —              | —              | No mark        | Non qualifié | Non qualifié | Non qualifié | NM     |